# 密毛蒿蕨
密毛蒿蕨（学名：Ctenopteris obliquata）为禾葉蕨科蒿蕨屬下的一个种。

## 扩展阅读
- 維基物種上的相關：密毛蒿蕨